# Immergentia orbignyana
Immergentia orbignyana is een mosdiertjessoort uit de familie van de Immergentiidae. De wetenschappelijke naam van de soort is, als Terebripora orbignyana, voor het eerst geldig gepubliceerd in 1866 door Fischer.